# 8667 Fontane
A 8667 Fontane (ideiglenes jelöléssel 1991 GH10) a Naprendszer kisbolygóövében található aszteroida. Freimut Börngen fedezte fel 1991. április 9-én.